# Minyulite
La minyulite est un minéral phosphaté rare dont la formule chimique, redéfinie en 2021 (IMA21-E), est KAl2(PO4)2F · 4H2O.
Elle se présente sous forme de groupes de fins cristaux fibreux rayonnants dans les fissures rocheuses de la roche ferrugineuse phosphaté. La minyulite présente un système cristallin orthorhombique, à savoir qu'il a trois axes de longueur inégale mais tous perpendiculaires les uns aux autres. Ses paramètres de maille sont a=9,35, b=9,74 c=5,52 et son symbole IMA est Myu.
La minyulite a comme propriété optique d'être anisotrope ce qui signifie que la vitesse de la lumière diffère dans sa traversée selon la coupe de sa section transversale et lui donne plus d'un indice de réfraction. Le minéral est optiquement biaxe, la valeur de biréfringence de 0,007 qui pour ses trois indices de réfraction donne nα=1,531, nβ=1,534, nγ=1,538. Les indices de réfraction sont un rapport de la vitesse de la lumière dans une médiane par rapport à la vitesse de la lumière traversant le minéral.

## Occurrence

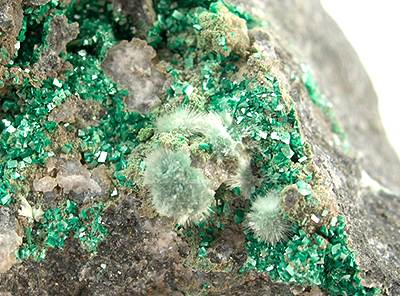
Minyulite (en blanc) et sincosite (en vert), de la mine Ross Hannibal, Lead District, Dakota du Sud, États-Unis (taille :)

Elle a été décrite en 1933 pour une occurrence en Australie occidentale et nommée d'après sa localité type, Minyulo Well.
La minyulite est considérée comme un phosphate secondaire puisqu'elle nait de l'altération d'un phosphate primaire. Elle est associée à la dufrénite, l'apatite, la fluellite, la wavellite, la variscite et la leucophosphite.
Ce minéral peut être trouvé dans la zone rocheuse phosphatée sous-jacente du sol aviaire. La minyulite ne se trouve pas en abondance, toutefois on la trouve fréquemment sur le littoral de l'Arctique maritime.